# Wereldkampioenschappen boogschieten 1958
De Wereldkampioenschappen boogschieten 1958 waren door de Fédération Internationale de Tir à l'Arc (FITA) georganiseerde kampioenschappen voor boogschutters. De 19e editie van de wereldkampioenschappen vond plaats in het Belgische Brussel van 20 tot en met 23 juli 1958. 

## Resultaten

### Individueel
|        | Heren            | Dames            |
| ------ | ---------------- | ---------------- |
| Goud   | Stig Thysell     | Sigrid Johansson |
| Zilver | Olavi Kallionpaä | Ann Corby        |
| Brons  | Roy Matthews     | Carole Meinhart  |

### Team
|        | Heren                                          | Dames                                          |
| ------ | ---------------------------------------------- | ---------------------------------------------- |
| Goud   | Olavi Kallionpaä Tapio Rautavaara Väinö Ansala | Carole Meinhart Ann Corby Ann Sevey            |
| Zilver | Stig Thysell Olle Tengroth Sten Erik Carlsson  | Božena Deptová Irena Brizová Eliška Šafránková |
| Brons  | James Caspers Tim Cantwell O.K. Smathers       | Jutta Booysen D. Jouber L. Jacobs              |

### Medaillespiegel
| Plaats | Land                | Goud | Zilver | Brons | Totaal |
| 1      | Zweden              | 2    | 1      | 0     | 3      |
| 2      | Verenigde Staten    | 1    | 1      | 2     | 4      |
| 3      | Finland             | 1    | 1      | 0     | 2      |
| 4      | Tsjecho-Slowakije   | 0    | 1      | 0     | 1      |
| 5      | Verenigd Koninkrijk | 0    | 0      | 1     | 1      |
| 5      | Zuid-Afrika         | 0    | 0      | 1     | 1      |
| Totaal | Totaal              | 4    | 4      | 4     | 12     |

1931 ·
1932 ·
1933 ·
1934 ·
1935 ·
1936 ·
1937 ·
1938 ·
1939 ·
1946 ·
1947 ·
1948 ·
1949 ·
1950 ·
1952 ·
1953 ·
1955 ·
1957 ·
1958 ·
1959 ·
1961 ·
1963 ·
1965 ·
1967 ·
1969 ·
1971 ·
1973 ·
1975 ·
1977 ·
1979 ·
1981 ·
1983 ·
1985 ·
1987 ·
1989 ·
1991 ·
1993 ·
1995 ·
1997 ·
1999 ·
2001 ·
2003 ·
2005 ·
2007 ·
2009 ·
2011 ·
2013 ·
2015 ·
2017 ·
2019 ·
2021 ·
2023 ·